# Cathédrale du Sacré-Cœur de Rochester
Pour les articles homonymes, voir Cathédrale du Sacré-Cœur.
La cathédrale du Sacré-Cœur (Sacred Heart Cathedral) est la cathédrale (église-mère) du diocèse catholique de Rochester aux États-Unis dans l'État de New York. Elle est dédiée au Sacré Cœur de Jésus et se trouve à Rochester.

## Histoire
En 1823, la paroisse Saint-Patrick est la première paroisse catholique de Rochester,. Sa troisième église est en construction lorsque le diocèse est érigé en 1868, et elle en devient la cathédrale. La Eastman Kodak Company construit son siège adjacent à la cathédrale en 1914. Dans les années qui suivent, la compagnie poursuit son expansion et d'autres paroisses sont fondées dans la ville. Le diocèse vend la cathédrale Saint-Patrick en 1937 avec l'accord du Saint-Siège à Eastman Kodak qui la démolit aussitôt. La paroisse demeure jusqu'en 1979.
La paroisse du Sacré-Cœur est quant à elle fondée en 1911. La première pierre de l'église actuelle est bénie en 1925 et l'édifice est terminé en 1927. Elle devient pro-cathédrale du diocèse lorsque la cathédrale Saint-Patrick est vendue et devient cathédrale à part entière en 1952,.

## Rénovation de 2005

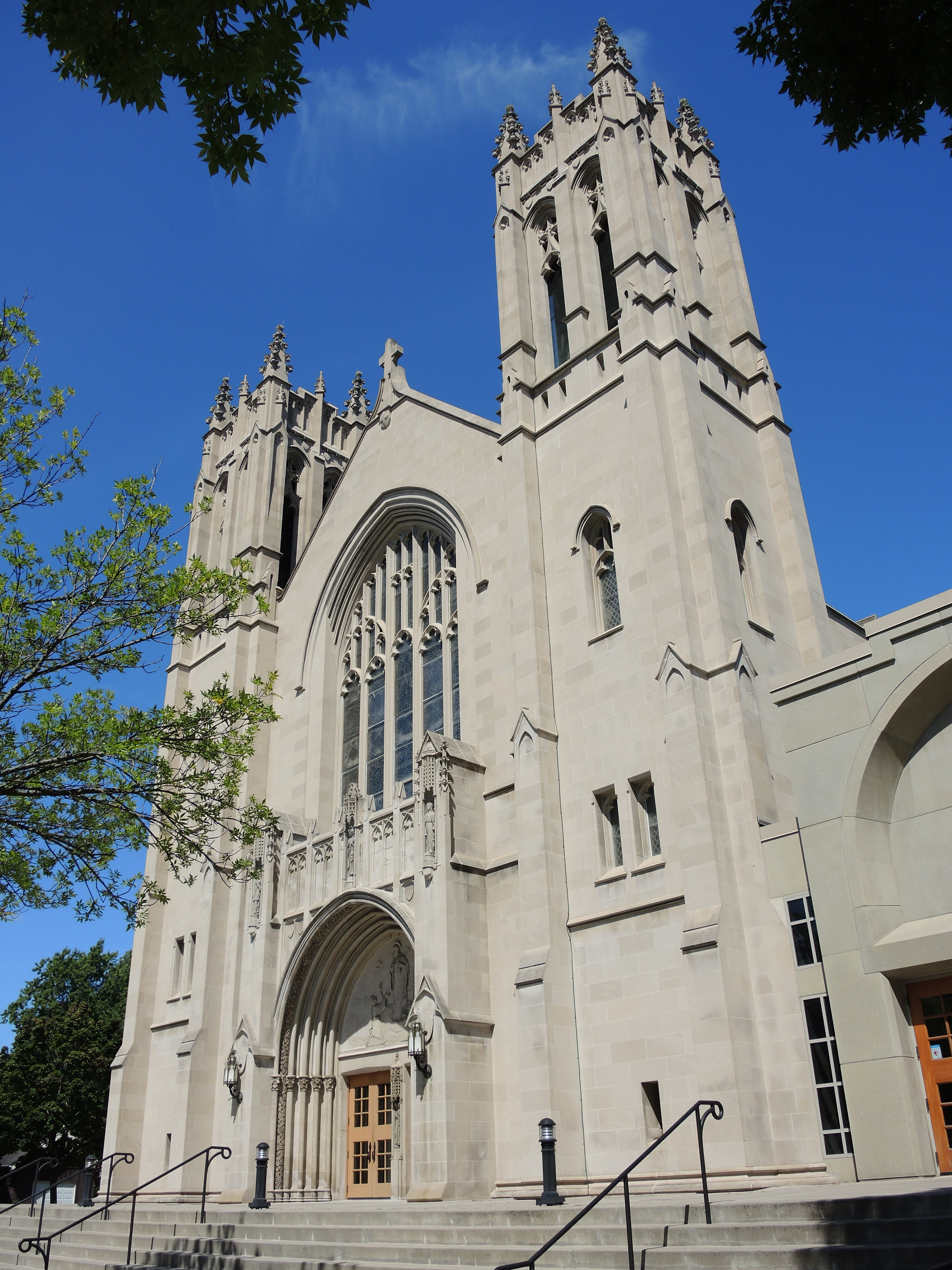
La façade.

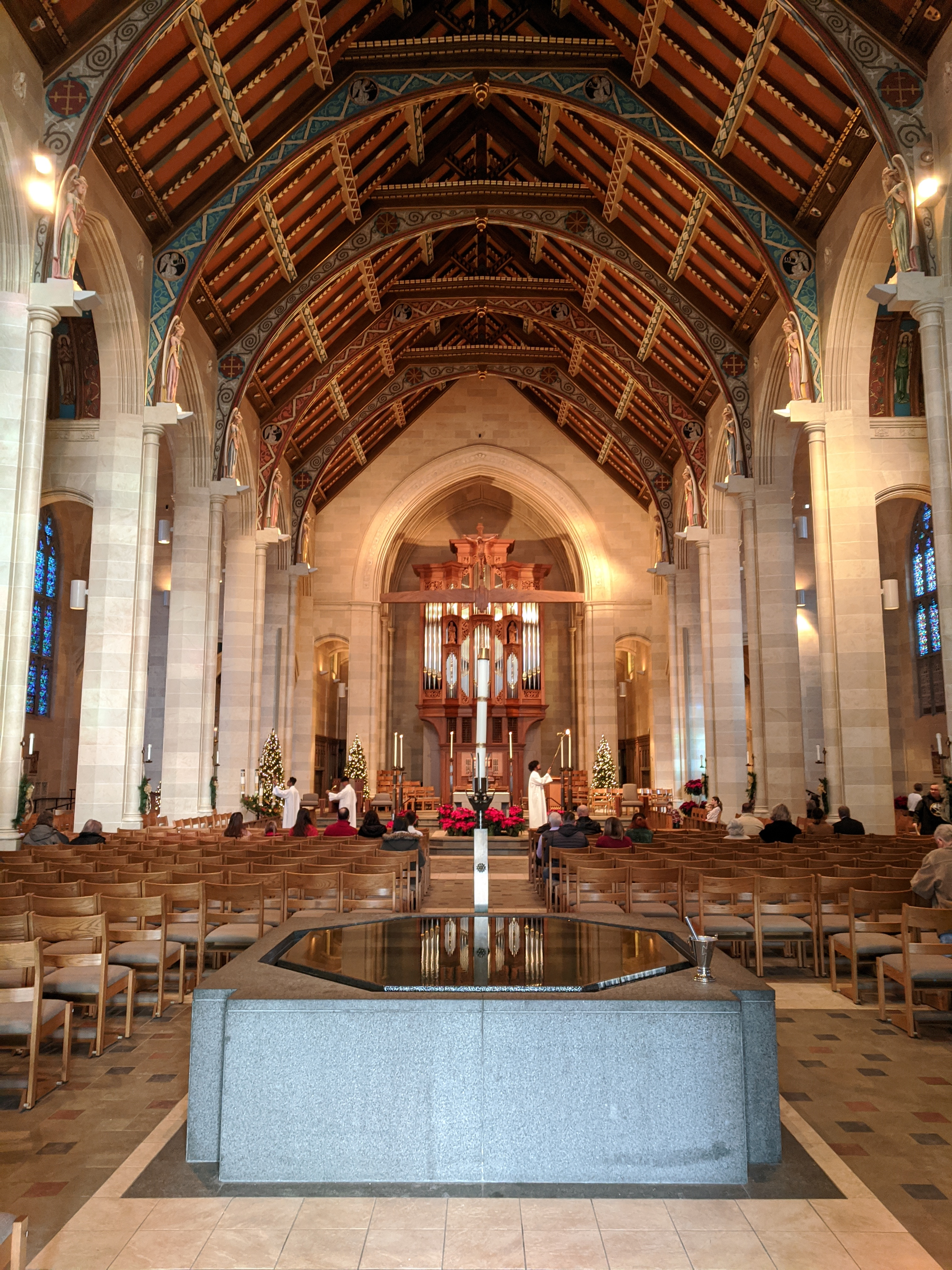
La nef vue de l'autel.

Le diocèse se lance dans une rénovation rapidement controversée de l'édifice qui dure dix-huit mois à partir de janvier 2005 pour un coût de 11 millions de dollars. Le diocèse voulait rénover la cathédrale non seulement pour des raisons esthétiques et structurelles, mais aussi pour la mettre en conformité avec une certaine ligne liturgique. L'abbé Richard Vosko, consultant en design liturgique et prêtre du diocèse d'Albany, est chargé de la rénovation de l'édifice après avoir transformé d'autres églises et cathédrales du pays,. 
En plus de réparations et d'améliorations structurelles, cette rénovation comprend le déménagement de l'autel au centre de l'église afin de favoriser la participation, ce qui implique d'ôter une grande statue du Sacré Cœur placée sur le mur du sanctuaire et de la remplacer par un orgue neuf. En outre, le tabernacle est enlevé du sanctuaire et placé dans une chapelle latérale et une grande piscine baptismale est prévue dans le transept, tandis que les bancs sont remplacés par des chaises modernes, mobiles et rembourrées, afin de permettre de disposer l'espace différemment selon les célébrations ou les concerts. Le mobilier ancien est enlevé ainsi que la statuaire, les retables, ou tableaux jugés trop démodés. Tout doit être dépouillé.  
Ces projets sont dès l'origine critiqués. Un groupe de paroissiens tente de stopper le processus en vain. Les protestataires s'élèvent contre cette reconfiguration radicale qu'ils assimilent à une pure destruction (wreckovation), et aussi pointent le fait que les dépenses engendrées par ce changement sont sans garanties, alors que le diocèse procède pour des raisons de coût à la fermeture de nombre de paroisses et d'écoles paroissiales. Ils craignent également que l'église pourrait difficilement ressembler à un lieu de pèlerinage, au cas où Fulton Sheen, ancien évêque de Rochester, serait canonisé (le procès est en cours) et que le lieu doit au moins évoquer les conditions dans lesquelles l'évêque a servi,.

## Orgue
L'orgue est un Opus 26 de Paul Fritts (en) & Company, avec trois claviers manuels et 53 jeux,.

### Articles liés
- Église catholique aux États-Unis
- Liste des cathédrales des États-Unis
- Église Saint-Michel de Rochester